# Judéo-provençal
 (juin 2023).
On appelle judéo-provençal, judéo-comtadin ou hébraïco-comtadin les formes de langue d'oc anciennement utilisées par les Juifs de Provence et notamment ceux du Comtat Venaissin et d'Avignon, les Juifs du pape.
Le nom  shuadit ou chouadit (hébreu : שואדית šu'adit), parfois utilisé pour désigner ces parlers, a été introduit en 1948 à la suite d'une erreur de lecture et est désormais reconnu comme impropre par les linguistes,.

## Historique
Les plus anciens textes connus dans cette langue sont des gloses éparses dans des textes hébreux, dont ceux d'Isaac ben Abba Mari de Marseille dans l'Ittur, écrit entre 1170 et 1193. D'autres œuvres en judéo-provençal sont un poème sur la Reine Esther ainsi qu’un livre de prières dont les bénédictions du matin signalent qu'il a été composé pour une femme, ou encore des instructions ou gloses sur les rituels juifs.
Cette langue déclina du fait de l’émancipation des Juifs à la suite de la Révolution française, éparpillant dans tout le territoire français les communautés juives vivant jusque-là dans les carrières du Comtat Venaissin.

## Traits linguistiques
Le judéo-provençal présenterait une série de spécificités :
- le /j/ est souvent transformé en /ʃ/ et le /h/ intervocalique est souvent élidé.
- de même, dans les mots empruntés à l’hébreu et à l'araméen, les lettres samekh, sin et tav se prononcent /θ/, puis /f/ sous l'influence de l'occitan.
- enfin, les mots d'origine latine présentent une évolution des liquides /l/ et /ʎ/ en /j/, tandis que les phonèmes /ʃ/, /ʒ/, /tʃ/ et /dʒ/ se réduisent en un phonème unique /ʃ/. « Plus » devient ainsi pyus, « filho » feyo et « juge » chuche.

Les traits phonétiques du judéo-provençal ne suffisaient pas à créer une réelle diglossie avec le provençal pour l'usage vernaculaire.
À l'instar d'autres dialectes utilisés par les juifs comme le ladino, le judéo-arabe, ou le yiddish, le judéo-provençal incorporait un important lexique emprunté à l'hébreu. Ils concernaient particulièrement les termes religieux juifs dont la communauté chrétienne provençale n'avait que peu ou pas l'usage. 